# Jardines de Casto Sampedro
Los jardines de Casto Sampedro  son unos jardines públicos situados en el suroeste del centro histórico de la ciudad española de Pontevedra.

## Origen del nombre
Los jardines rinden homenaje a Casto Sampedro Folgar, historiador y abogado, que residió en la vivienda que se encuentra justo enfrente, al sur de este espacio.

## Historia
Los jardines de Casto Sampedro tienen su origen en la explanación del terreno frente al Convento de San Francisco, que antes de la desamortización de Mendizábal formaba parte de su huerto. Este espacio se transformó más tarde en el llamado Parterre al acondicionarse como zona verde y adoptar una ordenación geométrica.
En 1845, se nivelaron los terrenos situados junto al Convento para ajardinarlos. En 1853 se construyó la escalinata de acceso a la iglesia, enmarcando los jardines. El diseño de esta escalinata, con su balaustrada de hierro, así como el acondicionamiento del Parterre en la plaza frente al convento, se debieron al gobernador civil de Pontevedra y presidente de la Diputación Provincial, José María de Michelena, quien impulsó estas mejoras en 1852. A lo largo de los años, el Parterre se fue poblando de árboles de considerable porte, que le otorgaron un carácter más imponente. A comienzos del siglo XX, dado que la fuente de la Herrería aún no se encontraba instalada en el centro de los jardines, existía un paseo rectilíneo con orientación sur-norte que conducía directamente a las escaleras del convento de San Francisco. Este camino estaba delimitado por dos hileras de árboles y su acceso quedaba enmarcado por dos columnas de piedra.
En 1928, gracias al impulso de Castelao, quien residía en Pontevedra, y de Casto Sampedro Folgar, abogado y fundador de la Sociedad Arqueológica de Pontevedra, se restauró la histórica fuente de la Herrería, que fue ubicada en el centro del Parterre, frente al convento de San Francisco. La primera ornamentación floral del Parterre fue diseñada por el arquitecto municipal Emilio Salgado, aunque con el tiempo se fue deteriorando y sufrió un abandono durante la Guerra Civil.
En 1939, durante su segundo mandato como alcalde, Remigio Hevia Marinas dio el nombre de Casto Sampedro Folgar al antiguo Parterre junto a la plaza de Orense, como homenaje al ilustre investigador, frente a la que fue su casa y despacho. El proyecto de los actuales jardines fue encargado por el alcalde al arquitecto municipal Emilio Quiroga Losada con el objetivo de embellecer la ciudad. La ejecución de la obra, que incluía la plantación de diversas especies vegetales, fue adjudicada al contratista José Pazos Veiga por un presupuesto superior a las 6.000 pesetas y se llevó a cabo durante el segundo semestre de 1939. Además, el Ayuntamiento de Pontevedra destinó 10.000 pesetas a la prolongación de la calle de Benito Corbal y la plaza de Orense hasta el café Savoy y la calle Soportales. De este modo, se completó la urbanización del espacio frente al convento de San Francisco, un proyecto iniciado por el propio alcalde Hevia durante su primer mandato en 1929.
En el fondo de los jardines, en el muro de contención de las escaleras de San Francisco, se instaló una placa conmemorativa que lleva la inscripción: "El Ayuntamiento de Pontevedra dedica estos jardines a la memoria del eminente arqueólogo gallego Casto Sampedro Folgar. Año de 1940". En la década de 1960, los jardines estaban adornados con setos poliédricos, que fueron posteriormente eliminados.
El diseño ornamental fue variando hasta 2005, en que se retiraron los setos longitudinales que delimitaban los parterres y se renovó el alumbrado público de los jardines y de la fuente que los preside, con el objetivo de realzar este espacio verde.

## Descripción
Los jardines están delimitados al norte y al este por el convento de San Francisco y su majestuosa escalinata de piedra que da acceso a la iglesia gótica del convento. Al sur, limitan con la plaza de Orense, y al oeste, con el paseo de Antonio Odriozola, que fue pavimentado con piedra granítica en 1984.
Los jardines de Casto Sampedro tienen una extensión de 1 750 m². Destacan por su diseño simétrico y organizado, de forma geométrica rectangular. En el centro, la fuente de piedra circular actúa como el punto focal, alrededor de la cual se articula la disposición del espacio. Desde la fuente, caminos empedrados se extienden de manera radial, conectando las diferentes zonas del jardín y facilitando el tránsito peatonal.
Los árboles, 18 camelios distribuidos uniformemente a lo largo de los bordes de los parterres y en torno a la fuente, aportan sombra y contribuyen a enmarcar el espacio con un sentido de orden y equilibrio. La mayor parte del terreno está cubierta de césped con un diseño armonioso que integra de forma planificada los elementos naturales y arquitectónicos.
La fuente de la Herrería en el centro de los jardines, dedicada a los peregrinos del Camino de Santiago Portugués, se inspira en los chafarices portugueses y cuenta con 14 caños distribuidos en tres niveles. Está formada por un gran pilón circular de granito, un pilar central de tres cuerpos y un coronamiento superior con escudos y figuras mitológicas esculpidas. En su diseño destaca el escudo más antiguo de Pontevedra, asociado al emperador Carlos V. La fuente combina elementos decorativos y una iluminación ornamental, con una fontanería de tubos de cobre. Fue comparada por Ambrosio de Morales con las fuentes de Córdoba por su belleza y grandeza. 

## Galería de imágenes

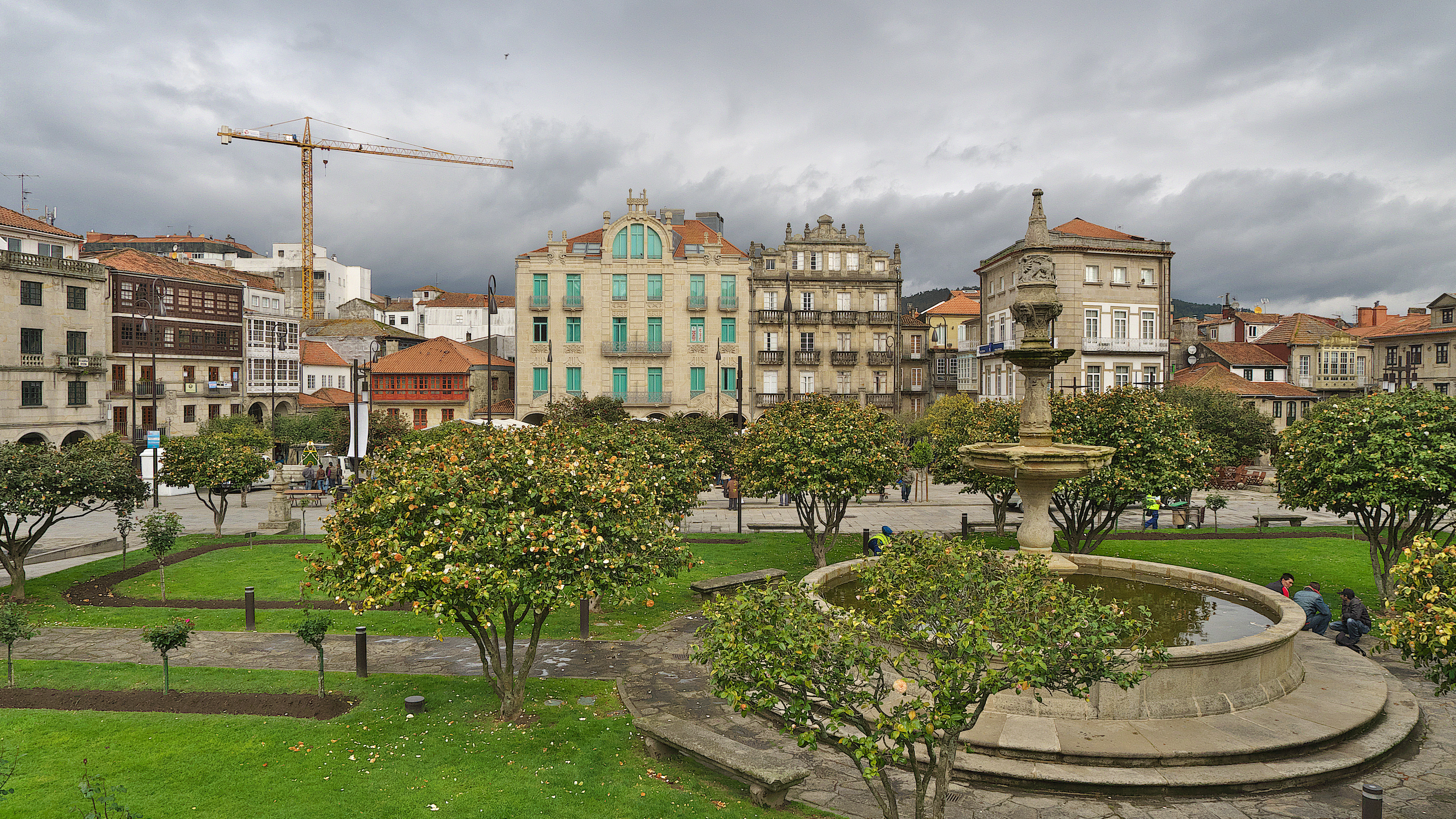
Los jardines en 2012
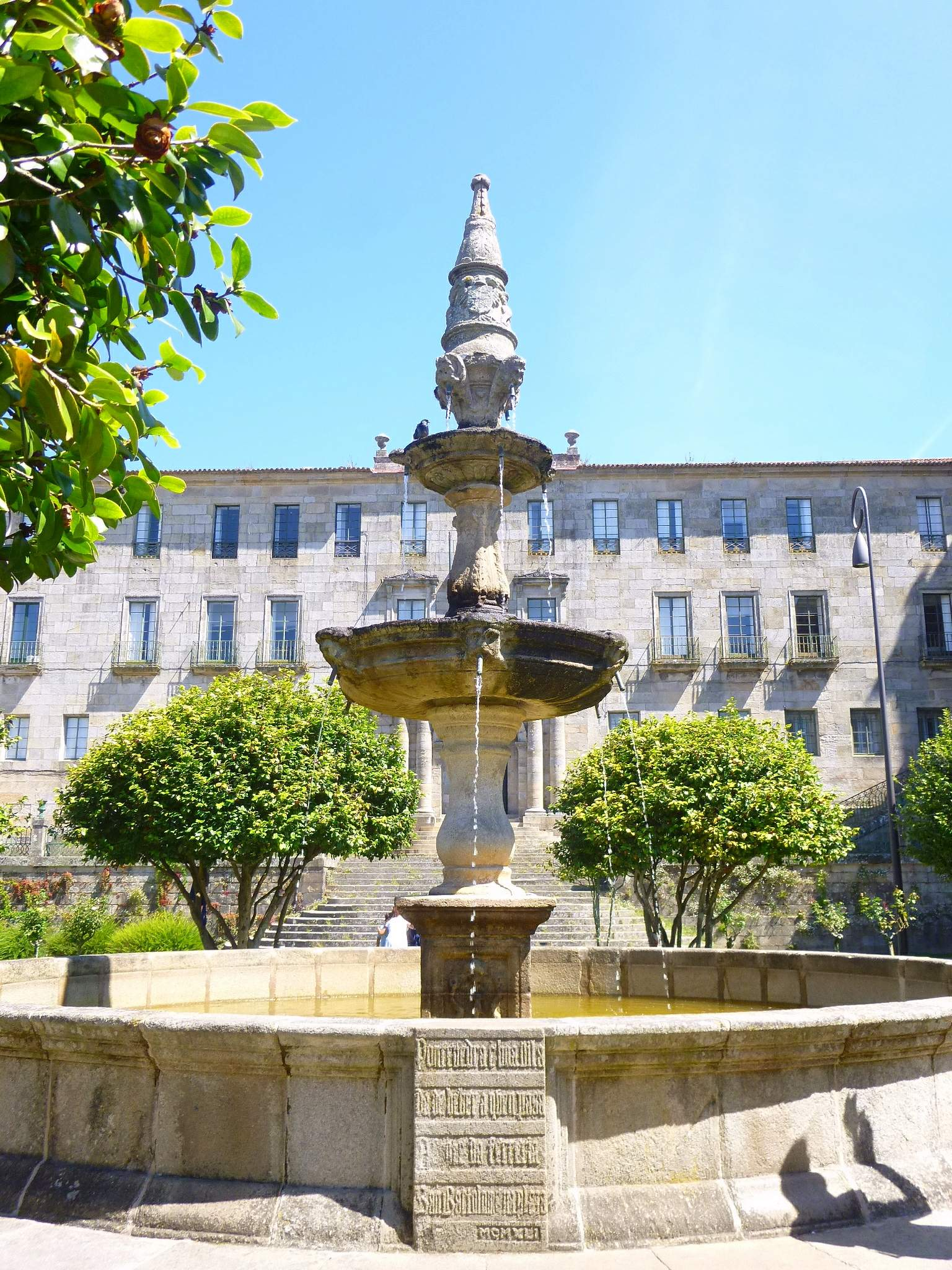
Fuente de la Herrería en el centro de los jardines
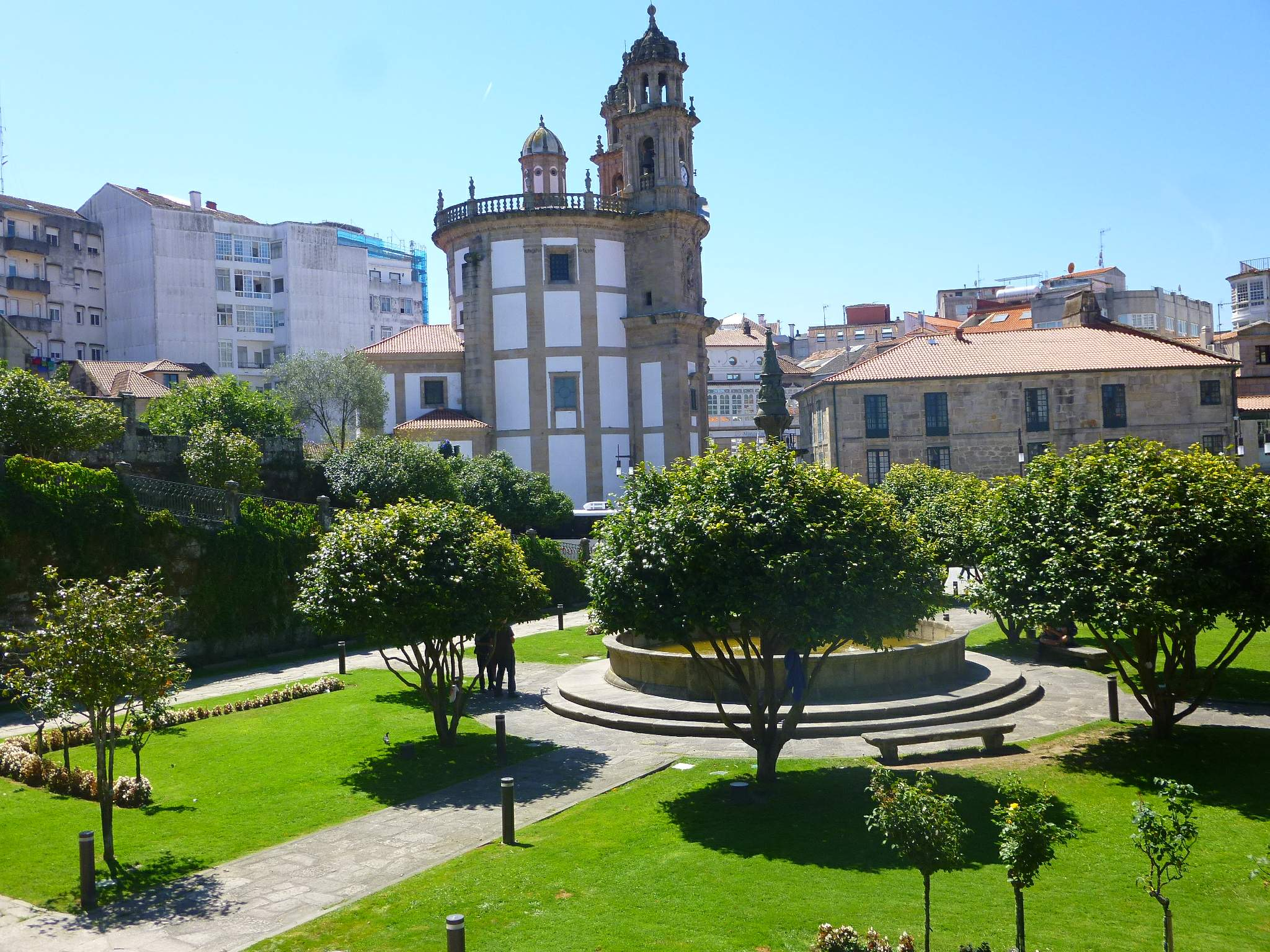
Los jardines en 2020 con la casa de Casto Sampedro a la derecha
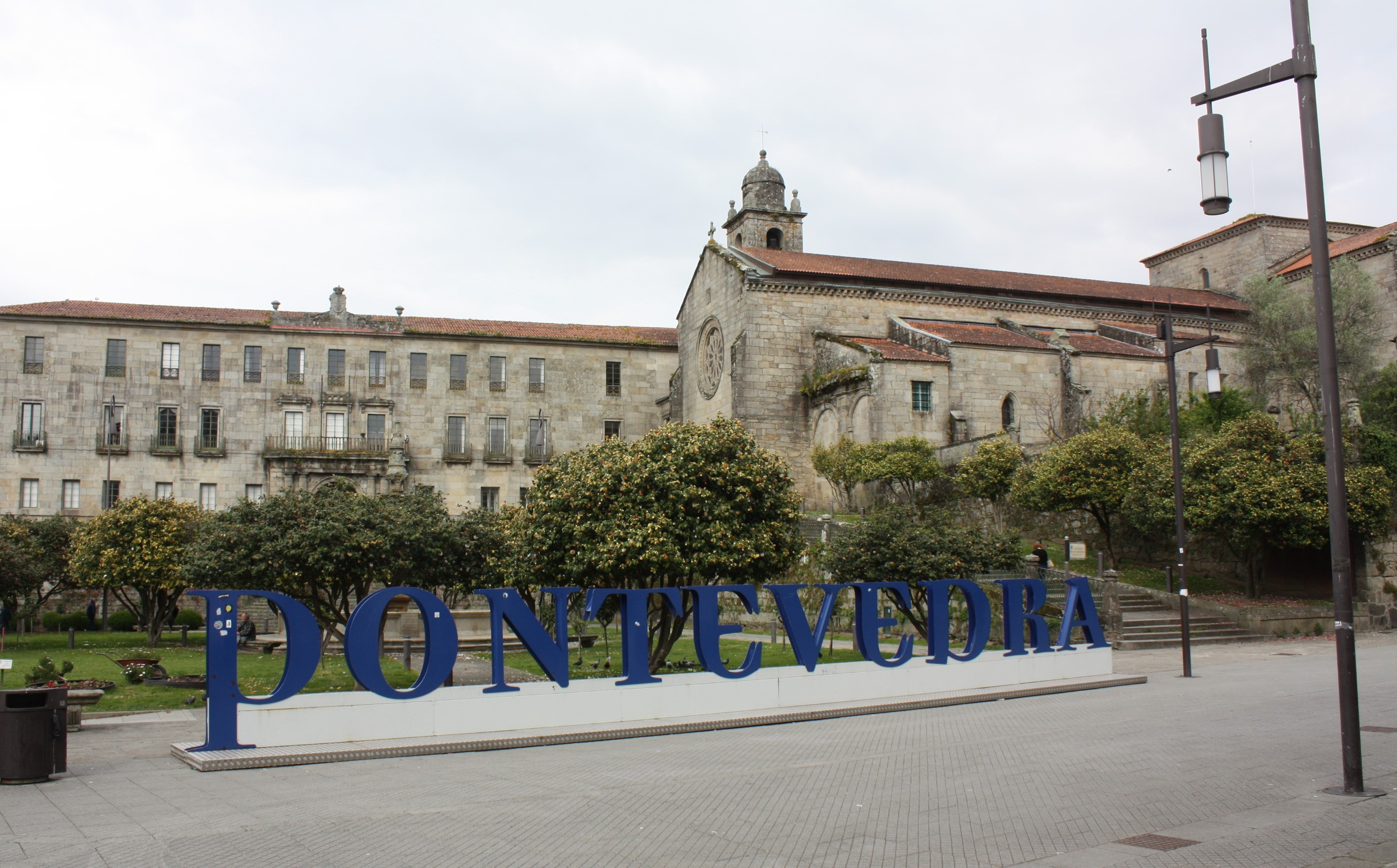
Los jardines con el letrero turístico de la ciudad en su parte delantera
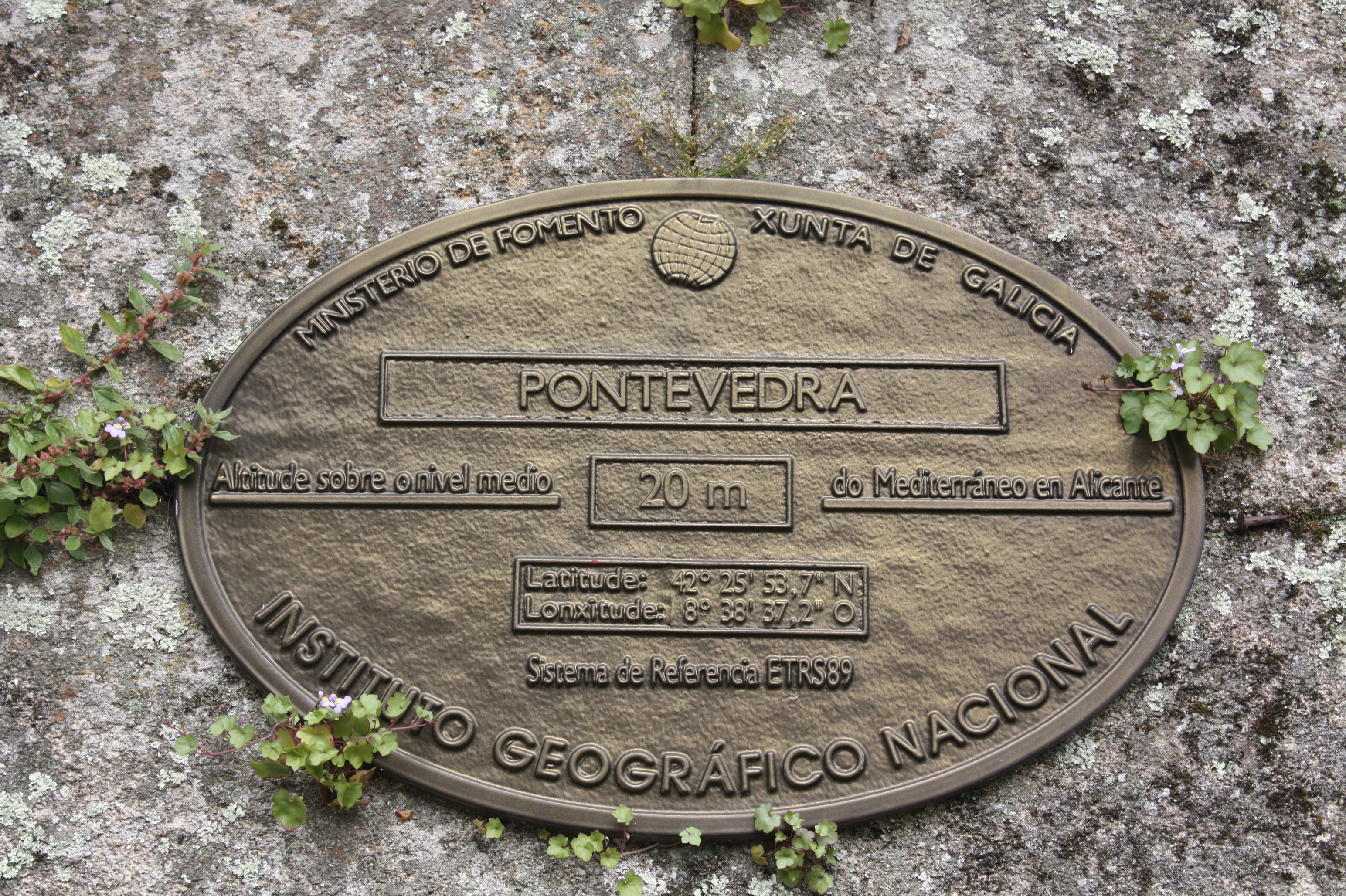
Placa altimétrica de la ciudad en el muro de los jardines